# هرشی کریمری
هرشی کرمری (انگلیسی: Hershey Creamery) شرکت صنایع غذایی آمریکایی است، که در سال ۱۸۹۴ تأسیس شد.